# Éveil spirituel
Pour les articles homonymes, voir Illumination.
L'éveil spirituel (appelée également « illumination », « réalisation de soi », « libération », ou simplement « éveil »), désigne dans les traditions religieuses, mais aussi dans certaines philosophies, un retour à sa véritable nature, permis par l'abandon ou l'effacement de l'ego. Ce retour peut advenir de manière graduelle ou soudaine et se produire à la suite d'une pratique spécifique (par exemple dans le cadre du bouddhisme, de l'hindouisme, du soufisme, d'un contexte laïc), ou encore toucher brusquement une personne non préparée, à la suite d’un fort bouleversement. L'éveil prend parfois la forme mystique d'une extase ou union (samadhi) avec l'univers ou un principe divin.
L'éveil fait depuis quelques années l'objet de recherches universitaires dans différentes disciplines, notamment en sociologie, en neurophysiologie ou encore en psychologie où il est classé parmi les états modifiés de conscience.
L'expression a pris un sens aux contours plus flous dans la mouvance dite New Age, où les acceptions et les traductions les plus diverses de l'expression « Éveil spirituel » sont parfois amalgamées, voire fantaisistes.

## Éveil spirituel dans les traditions religieuses
L’éveil spirituel, tel qu'il est défini dans certains courants mystiques de l'hindouisme (voir moksha), du bouddhisme (voir les notions de bodhi, bouddhéité, satori et nirvāna, ainsi que « l'éveil à soi » chez Kitarō Nishida), du christianisme (voir la conversion religieuse) et dans certains courants plus éphémères, comme l'illuminisme, représente l'aboutissement d'un engagement personnel sur une voie spirituelle. Une ascèse physique, morale, intellectuelle est censée conduire le pratiquant à l'émancipation radicale que représente l'éveil spirituel.
Une telle expérience, traditionnellement réputée comme un bouleversement, est décrite dans différentes traditions (hindouiste, le dvija, chrétienne, musulmane, notamment) comme une « seconde naissance »[réf. nécessaire]. L'individu y découvrirait sa véritable nature accompagnée parfois, mais passagèrement, de joies et des états inaccessibles au commun des mortels (ataraxie, apatheia, samadhi).

### Dans l'hindouisme

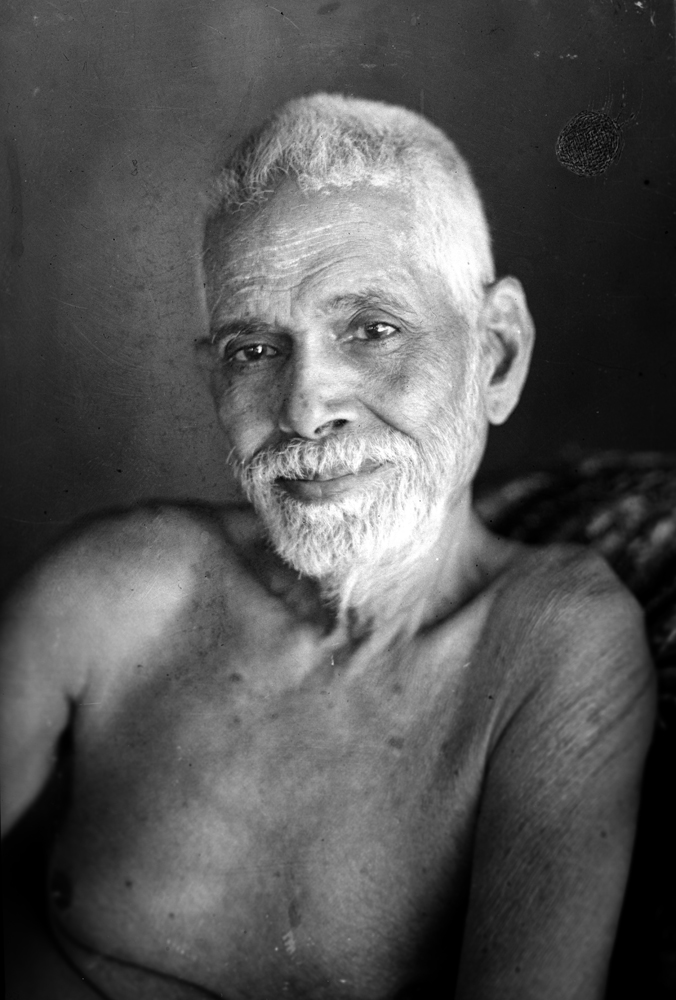
Ramana Maharshi, le sage d'Arunachala

L'Éveil ou l'État d'éveil évoque traditionnellement, dans la philosophie indienne, une libération totale de l'ego (en tant que « moi » commun) pour un retour à sa véritable nature. Selon les courants, les moyens de parvenir à l'éveil diffèrent. Par exemple, il existe plusieurs formes de yoga.

#### Advaita Vedānta
Dans l'Advaita Vedānta, aussi connu comme « jñāna mārga » ou « voie de la connaissance », l'éveil spirituel est une libération (mokṣa) où l'homme est libéré du karma des actions qui le tient au monde, et du saṃsāra, qui est la ronde éternelle des naissances et des morts.

#### Yoga

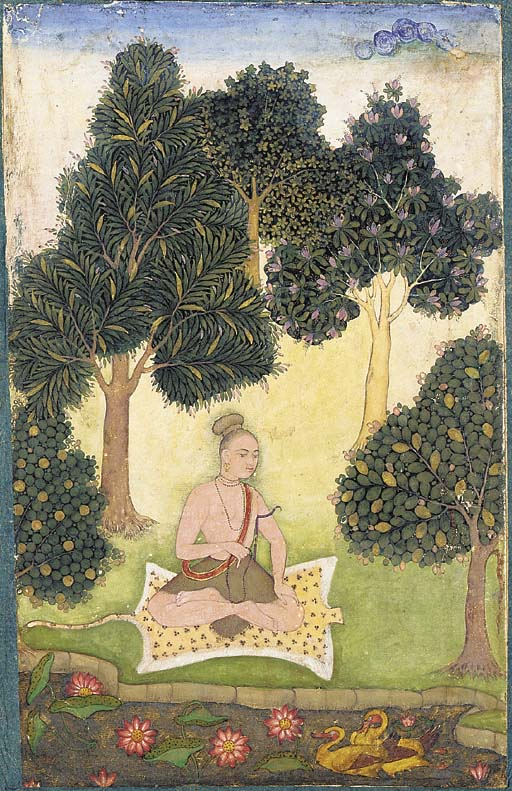
Yogi assis dans un jardin.

L'éveil spirituel en Inde est traditionnellement lié aux quatre voies (mārga) majeures du yoga, à savoir le jnana yoga, le bhakti yoga, le karma yoga et le raja yoga. Il s'agit pour le yogi de découvrir ce qu'il est réellement, de voir son véritable soi derrière tout ce qui le recouvre et le masque, et cela en pratiquant la forme de yoga qui correspond le mieux à ses affinités et à ses capacités (ou, éventuellement, en combinant ces différentes formes).

### Dans le bouddhisme
Dans le bouddhisme, selon Philippe Cornu : « On ne confondra pas nirvâna et Éveil, même si ces notions sont intimement liées. Le nirvâna a un rapport direct avec la libération de la souffrance et des conditionnements, tandis que l'Éveil est un phénomène de nature cognitive qui implique la manifestation pleine et entière de la sagesse, c'est-à-dire de la connaissance directe et non conceptuelle de la Réalité telle qu'elle est ».

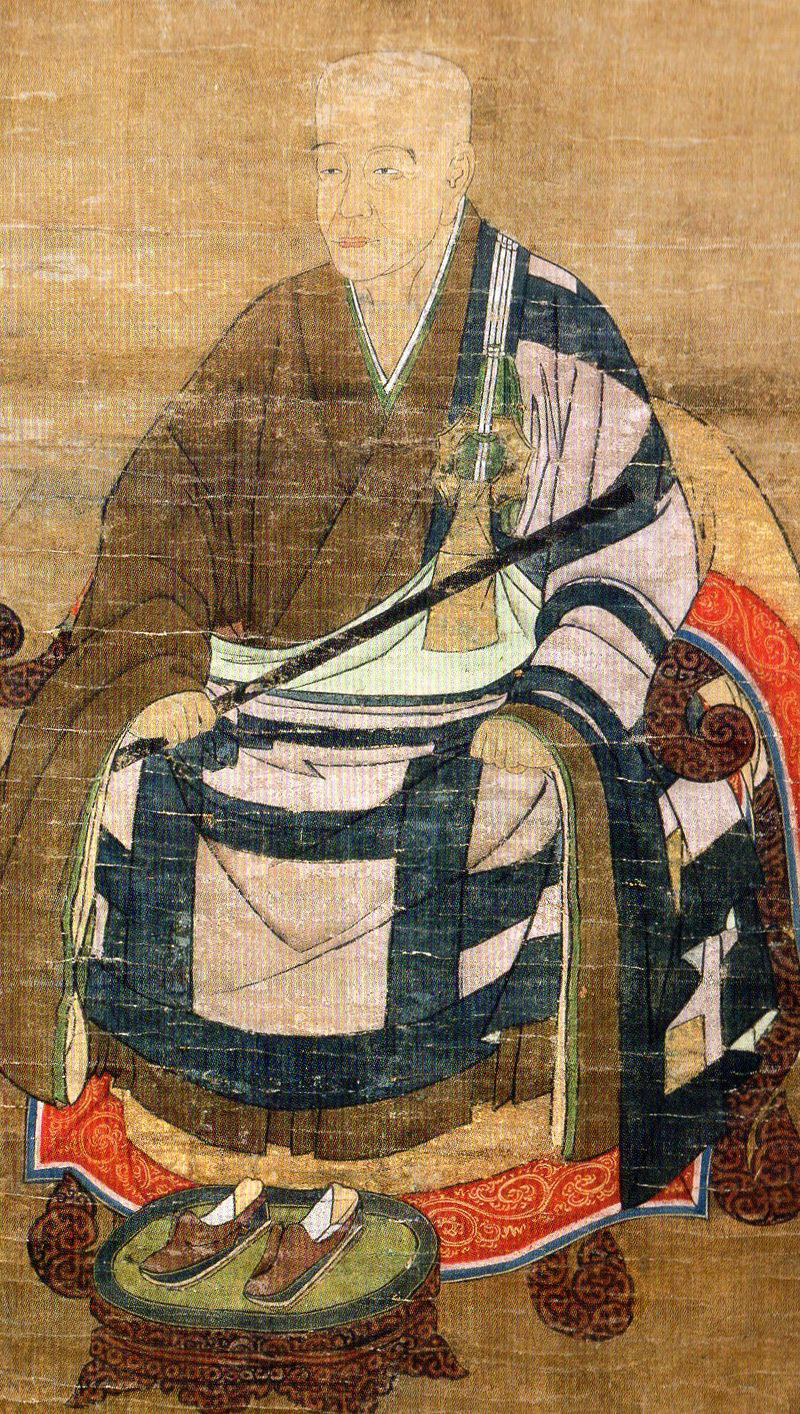
Eisai, fondateur de l’école rinzai au Japon

Sur la voie du zen, l'Éveil peut être compris comme pouvant survenir brusquement, et même brutalement (voir courant zen Rinzai, révélations d'ordre mystique). Hermann Hesse, parlant de l'éveil du zen dans une lettre écrite à un ami, donne cette définition de l'éveil : « atteindre cet éveil, cette union avec la totalité, non de manière intellectualisée mais en la vivant comme une réalité avec l’âme et le corps, devenir cette unité, voilà le but auquel aspirent tous les disciples du Zen ».

### Dans le soufisme

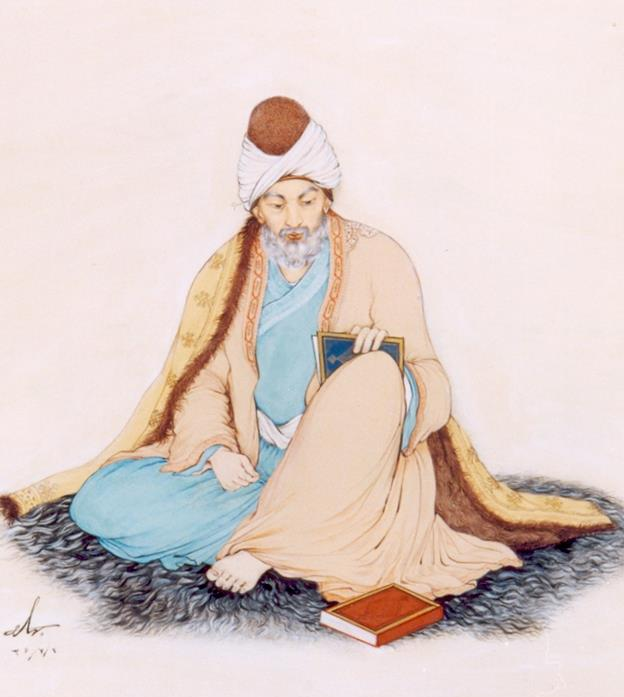
Djalâl ad-Dîn Rûmî, poète mystique du soufisme

Pour le soufisme, l'éveil spirituel représente une seconde naissance qui nécessite, comme le dit un hadith de « mourir avant de mourir », car comme le dit le cheikh Arslân (mort vers 1160) : « Tu es un voile pour toi-même / Dieu ne t'est donc voilé que par ton ego ». Il s'agit donc pour l'ego de s'éteindre dans l'Unicité divine (arabe : al-fanâ' fi l-tawhîd). Mais celui qui a brûlé ses qualités individuelles pour s'anéantir va désormais subsister (baqâ') en Dieu. On atteint ainsi, comme le dit l'islamologue et soufi E. Geoffroy, « un état de transparence à l'Être divin, d'effacement total du moi individuel dans la Présence ».

### Dans le christianisme
On trouve également l'expression dans le catholicisme pour désigner, de façon moins radicale, une première initiation ou un « éveil à la foi ».

## Éveil spirituel hors d'un cadre religieux
La notion d'éveil spirituel est parfois rapprochée du concept d'intuition tel qu'il est proposé par Héraclite et Platon (notamment dans l'allégorie de la caverne) ou encore Plotin, Spinoza ou Bergson. Hors de toute notion de divinité, l'éveil spirituel est décrit comme une « vision directe du réel » caractérisée par un sentiment d'éternité, une joie infinie, un émerveillement devant la perfection intrinsèque de toute chose, un sentiment de non-séparation entre sujet et objet, une dissolution du sentiment d'individualité séparée et une communion avec toute chose.
Dans une lettre célèbre à Freud, l'écrivain français Romain Rolland évoque une telle expérience spirituelle non religieuse qu'il appelle « sentiment océanique ».
Jiddu Krishnamurti est un des penseurs modernes qui a le plus répandu la notion hors du cadre religieux[réf. nécessaire],. D'autres auteurs contemporains, principalement issus du néo-advaïta occidental, utilisent fréquemment l'expression, notamment Eckhart Tolle, Andrew Cohen, Jean Klein, Douglas Harding, Stephen Jourdain.

### Dans l'approche des sciences sociales et médicales

#### Sociologie
La sociologue n'aborde pas la notion de la même manière que l'initié d'une école philosophique ou spirituelle. Malgré quelques exceptions en sociologie comme Edgar Morin, René Barbier ou Éric Forgues, qui utilisent le mot éveil pour témoigner de leurs propres expériences spirituelles, la formule généralement employée pour désigner ce concept est état modifié de conscience. Certains, comme Danièle Hervieu-Léger, parlent de « la plus haute conscience de soi ».

#### Neurosciences
Des études réalisées par des neurologues existent, basées sur de l'imagerie cérébrale, qui montrent l’activation ou la désactivation de zones particulières du cerveau lors d'état d'éveil, de méditation profonde, et de plénitude mystique,. La question demeure cependant de savoir si ce sont ces processus neurologiques qui induisent un tel état d'éveil ou bien si c'est l'inverse.
Dans son ouvrage Waking Up: A Guide to Spirituality Without Religion (2014), le neuroscientifique Sam Harris écrit : « Il est tout à fait possible de perdre le sens d'être un moi séparé et de faire l'expérience d'une sorte de conscience ouverte et illimitée ; de se sentir, en d'autres termes, faire un avec le cosmos ».

#### Psychologie

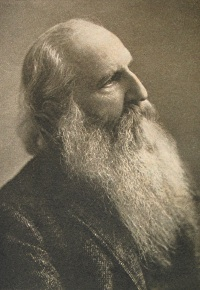
Richard Maurice Bucke

Au xixe siècle, le psychiatre canadien Richard Maurice Bucke (en) (1837-1902) fit lui-même l’expérience de l'éveil et publia la première étude psychologique sur l’éveil.
C. G. Jung (1875-1961) s’intéressa de près à la spiritualité, ainsi qu’aux croyances de l’Orient. Il a même été jusqu’à rapprocher son concept d’individuation de l’éveil des religions orientales (samadhi,…).

##### Psychologie transpersonnelle
Les expériences transcendant le Moi ont, ensuite, été étudiées, en particulier par la psychologie humaniste ou transpersonnelle. Ainsi en 1969, A. H. Maslow (1908-1970) a ajouté aux cinq groupes de besoins fondamentaux qu’il avait identifiés un sixième qu’il appellera self-transcendence (dépassement de soi).
John Welwood (en), (1943-2019), docteur en philosophie et en psychologie clinique, psychothérapeute, et aussi bouddhiste pose la question : « Faut-il renvoyer définitivement dos à dos les "psy" et les "spi", les uns s'intéressant à l'amélioration du moi alors que les autres visent à l'effacement de celui-ci ? » À quoi il répond lui-même en montrant « comment spiritualité et psychologie peuvent agir en synergie pour que tout être en recherche puisse parvenir au plein déploiement de lui-même et à l'accomplissement de son destin profond ».

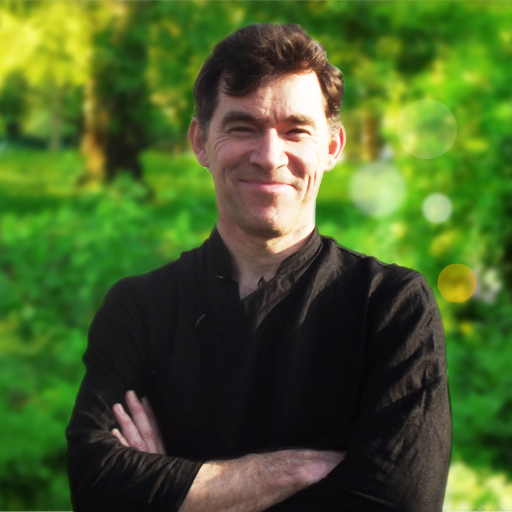
Portrait de Steve Taylor

Steve Taylor (né en 1967) mène des recherches universitaires sur l’état d’éveil de manière indépendante, à partir d’enquêtes, tout en s’appuyant sur son vécu personnel. Il présente une synthèse de ses travaux dans Le saut quantique. Psychologie de l’éveil spirituel, ouvrage dans lequel il cherche à démythifier l’éveil : l'éveil n'est ni rare ni essentiellement religieux, et il se produit souvent quand une personne a subi des troubles importants. Pour S. Taylor, l’éveil est un état psychologique naturel : il correspond à la disparition du Moi habituel, égotique et limitant, qui cède la place à un nouveau Moi, plus effacé. Enfin, il voit dans l'éveil un état supérieur de conscience qui préfigure les évolutions à venir de l’humanité.

### Dans la mouvance New Age
L'éveil spirituel est central dans les mouvements New Age, en tant que moyen de transformation de l'humanité.